# Pere March (músic)
Pere March fou mestre de capella de la Seu de Manresa des del 8 de maig de 1702 fins a la seva mort, el 28 de juny de 1725. No se'n coneixen obres.